# Tour marine de Yokohama
La tour marine de Yokohama, haute de 106 mètres, est le second plus haut phare actuel au monde, après le phare de Djeddah (133 mètres). Construite en acier, elle se situe au parc Yamashita de Yokohama, au Japon. Elle a été inaugurée en 1961 pour le centenaire du port de Yokohama.
Son feu, qui porte à plus de 40 km, est de couleur rouge et verte, et fait une rotation toutes les 20 secondes.
Avec une visibilité de 32 kilomètres depuis son observatoire situé à 100 mètres au-dessus du sol, ses visiteurs peuvent avoir une vue du mont Fuji.